# كاي أوزوالد
كاي أوزوالد (بالألمانية: Kai Oswald)‏ (29 نوفمبر 1977 في ألمانيا - ) هو لاعب كرة قدم ألماني في مركز الدفاع. لعب مع كارل زايس يينا ونادي أونترهاخينغ ونادي دويسبورغ ونادي شتوتغارت ونادي كارلسروه وهانزا روستوك وهانوفر 96 وفي إف بي شتوتغارت الثاني.

## وصلات خارجية
- كاي أوزوالد على موقع قاعدة بيانات كرة القدم.إي يو (الإنجليزية)
- كاي أوزوالد على موقع بيانات كرة القدم. دي إي (الألمانية)
- كاي أوزوالد على موقع عالم كرة القدم.نت (الإنجليزية)